# All Saints Church (Leicester)

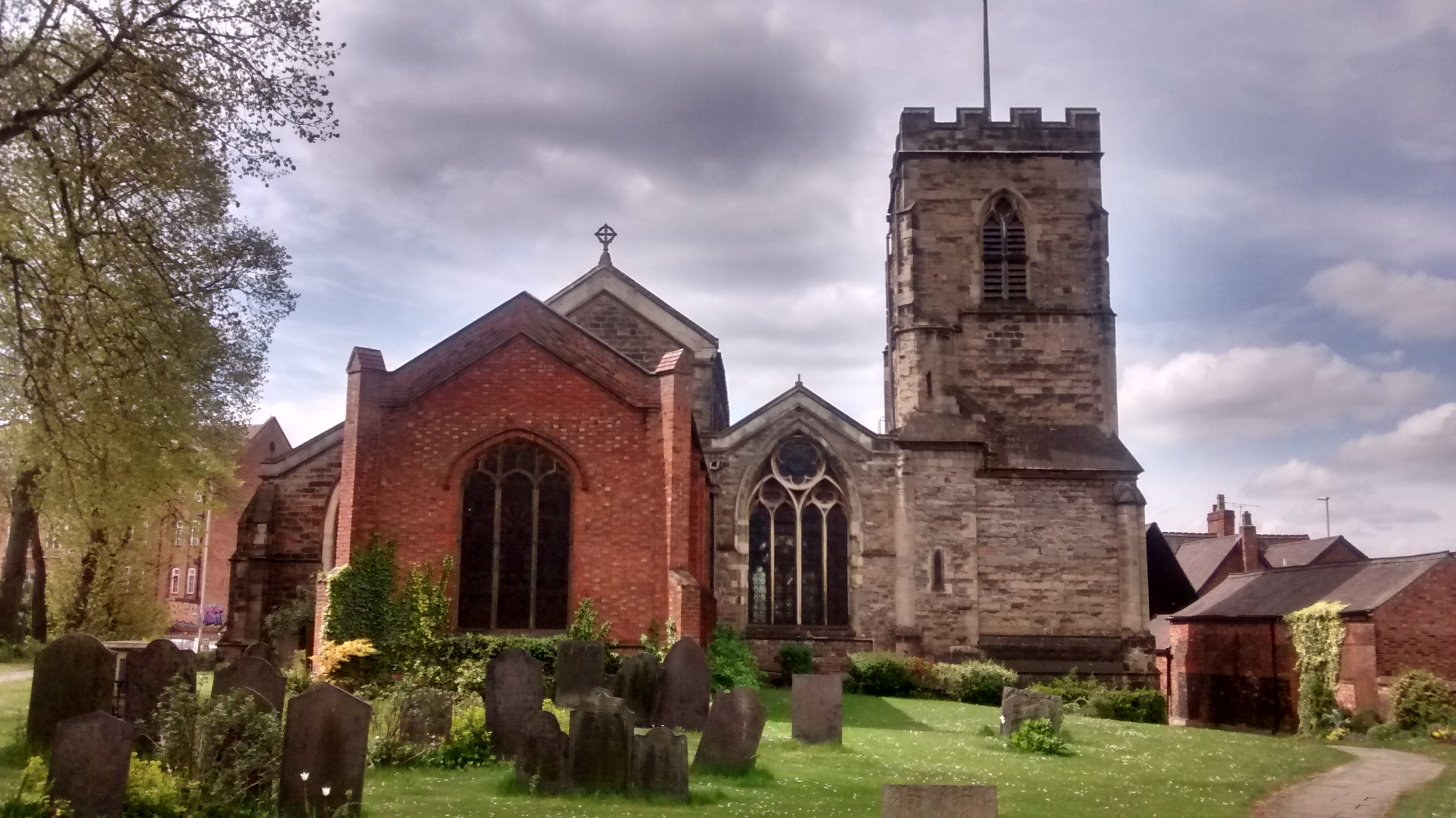
All Saints Church - widok od południowej strony

All Saints Church – kościół anglikański pod wezwaniem Wszystkich Świętych położony w mieście Leicester w Wielkiej Brytanii przy ulicy High Cross Street zbudowany w 1143 roku w stylu romańskim. Około 1300 r. kościół został powiększony i dodano nawy.
Prezbiterium kościoła zbudowane jest z cegły, pozostała część z kamienia.
Kościół otoczony jest murem od strony północnej, wschodniej, zachodniej. Po wschodniej stronie kościoła znajduje się cmentarz.
Kościół wpisany jest do Churches Conservation Trust (Fundacja na rzecz Niepotrzebnych Kościołów) od 8 lipca 1986 roku.
Kościół usytuowany jest w centrum miasta.